# Химн на Босна и Херцеговина
Интермезо (босненски, хърватски и сръбски: Intermezzo) е името на официалния национален химн на Босна и Херцеговина.
Едни от четирите национални химна (заедно с този на Косово, Испания и Сан Марино) в света няма официални текстове. Химнът е приет на 25 юни 1999 г. с обнародването на Закона за националния химн на Босна и Херцеговина, заменящ предишния химн „Jedna si jedina“, който изключваше сръбските и хърватските общности в страната, въпреки това Фактът, че в текста не се споменава никаква националност. Той се използва от 10 февруари 1998 г. като знамето и герба.
Композиторът Душан Шестич от Баня Лука композира мелодията, на която първоначално няма текстове под името Intermeco, което обикновено се нарича химна. Текстовете на писателя Душан Шестич, първоначалният композитор и Бенджамин Исивич, са приети от парламентарната комисия през февруари 2009 г. Решението все още изисква одобрение от Съвета на министрите на Босна и Херцеговина и от Парламентарната асамблея на Босна и Херцеговина. В текстовете не се споменават двете административни единици или конституционните нации, които съставляват държавата, и завършват с „Влизаме в бъдещето заедно!“.

## Текст
| Кирилица | Латиница |
| --- | --- |
| Ти си свjетлост душе Вjечне ватре плам Мајко наша земљо Босно Теби припадам Дивно плаво небо Херцеговине У срцу су твоjе риjеке Tвоје планине поносна и славна Краjина предака Живјећеш у срцу нашем Дов'јека Покољењa tвоја Казуjу jедно Mи идемо у будућност Заjедно! Mи идемо у будућност Заjедно! | Ti si svjetlost duše Vječne vatre plam Majko naša zemljo Bosno Tebi pripadam Divno plavo nebo Hercegovine U srcu su tvoje rijeke Tvoje planine Ponosna i slavna Krajina predaka Živjećeš u srcu našem Dov'jeka Pokoljenja tvoja Kazuju jedno Mi idemo u budućnost Zajedno! Mi idemo u budućnost Zajedno! |